# Ngorogunung
Ngorogunung is een bestuurslaag in het regentschap Bojonegoro van de provincie Oost-Java, Indonesië. Ngorogunung telt 2497 inwoners (volkstelling 2010).